# Сетала
Сетала (итал. Settala) је насеље у Италији у округу Милано, региону Ломбардија.
Према процени из 2011. у насељу је живело 2384 становника. Насеље се налази на надморској висини од 105 м.

## Становништво
| 1931. | 1936. | 1951. | 1961. | 1971. | 1981. | 1991. | 2001. | 2011. |
| ----- | ----- | ----- | ----- | ----- | ----- | ----- | ----- | ----- |
| 2.102 | 2.282 | 2.578 | 2.399 | 3.180 | 4.327 | 4.989 | 5.790 | 7.328 |